# Cyclops americanus
Cyclops americanus är en kräftdjursart som beskrevs av Marsh 1893. Cyclops americanus ingår i släktet Cyclops och familjen Cyclopidae. Inga underarter finns listade i Catalogue of Life.